# آرثر بيرغ
آرثر بيرغ (بالإنجليزية: Arthur Bergh)‏ هو موزع وعازف بيانو وعازف كمان وملحن أمريكي، ولد في 24 مارس 1882، وتوفي في 11 فبراير 1962.

## وصلات خارجية
- آرثر بيرغ على موقع ميوزك برينز (الإنجليزية)
- آرثر بيرغ على موقع ديسكوغز (الإنجليزية)